# بل باتم (فیلم ۲۰۲۱)
بل باتم (به انگلیسی: Bell Bottom) فیلمی محصول سال ۲۰۲۱ و به کارگردانی رانجیت ام. تیواری است. در این فیلم بازیگرانی همچون آکشی کومار، لارا دوتا، وانی کاپور، هما قریشی، عادل حسین و دولی آلووالیا ایفای نقش کرده‌اند.
داستان این فیلم به ربایش پروازهای ۴۲۳، ۴۰۵ و ۴۲۱ هواپیمایی ایندین در دهه ۸۰ میلادی اشاره دارد.